# S-10 (水中航走式機雷掃討具)
S-10 水中航走式機雷掃討具（04式機雷掃討システム）は、日本の防衛省技術研究本部が開発した機雷掃討用の遠隔操作無人潜水機（ROV）。従来の機雷探知機・可変深度ソナー・機雷処分具の機能を兼ね備えたものとなっている。

## 来歴
対機雷戦においては、かつては掃海（sweeping）が大きな比重を占めていたが、機雷探知機の性能向上とともに、爆発物処理の手法による掃討（hunting）が注目されるようになった。その手法としては、当初は水中処分員による人力作業に依存していたが、人員喪失のリスク低減のため、遠隔操縦・自走式の機雷処分具による代替が模索されるようになった。
海上自衛隊でも1968年（昭和43年）より自走式処分具の開発に着手して、75式機雷処分具S-4として制式化、はつしま型掃海艇（51MSC）で装備化した。続いて、イメージング・ソナー（超音波水中映像装置）や低光量ビデオカメラなどのセンサーを搭載したS-7が開発され、中深度用の1型はうわじま型（63MCS）、深深度用の2型はやえやま型（01MSO）で装備化された。また自衛隊ペルシャ湾派遣時の戦訓を受け、すがしま型（07MSC）では、誘導電線に光ケーブルを使用し、電源を内蔵して運動性能に優れたフランス製のPAP-104を輸入により装備した。
一方、1980年前後より、アメリカのMk.60 CAPTOR、ソ連のPMT-1をはじめとするホーミング機雷が出現しはじめた。CAPTORは小型の誘導魚雷を収容したカプセルを機雷として敷設するもので、従来の機雷よりもはるかに広大な攻撃範囲を発揮することができ、したがって、その攻撃範囲の外からの処分が求められるようになった。これに対抗するため、1990年代より、欧州を中心に自航式可変深度ソナー（PVDS）の開発が模索されるようになった。トムソン・シントラ社では、ダブル・イーグル機雷処分具をもとに、処分用爆雷のかわりにTSM2022ソナー（捜索用165Hz、類別用400kHzの二帯域ソナー）を搭載したVERSUSを開発した。しかし同機をはじめとする欧州機は、いずれも機雷処分機能を備えておらず、発見した機雷を処分するためには別の機雷処分具を併用する必要があった。このことから、機雷処分具と自航式可変深度ソナーを兼用できる世界初の実用機として国産開発されたのが、本機種である。

## 設計
水中航走式機雷掃討具は、水中航走体、誘導電線、自動操艦装置、管制装置および投入揚収装置により構成される。

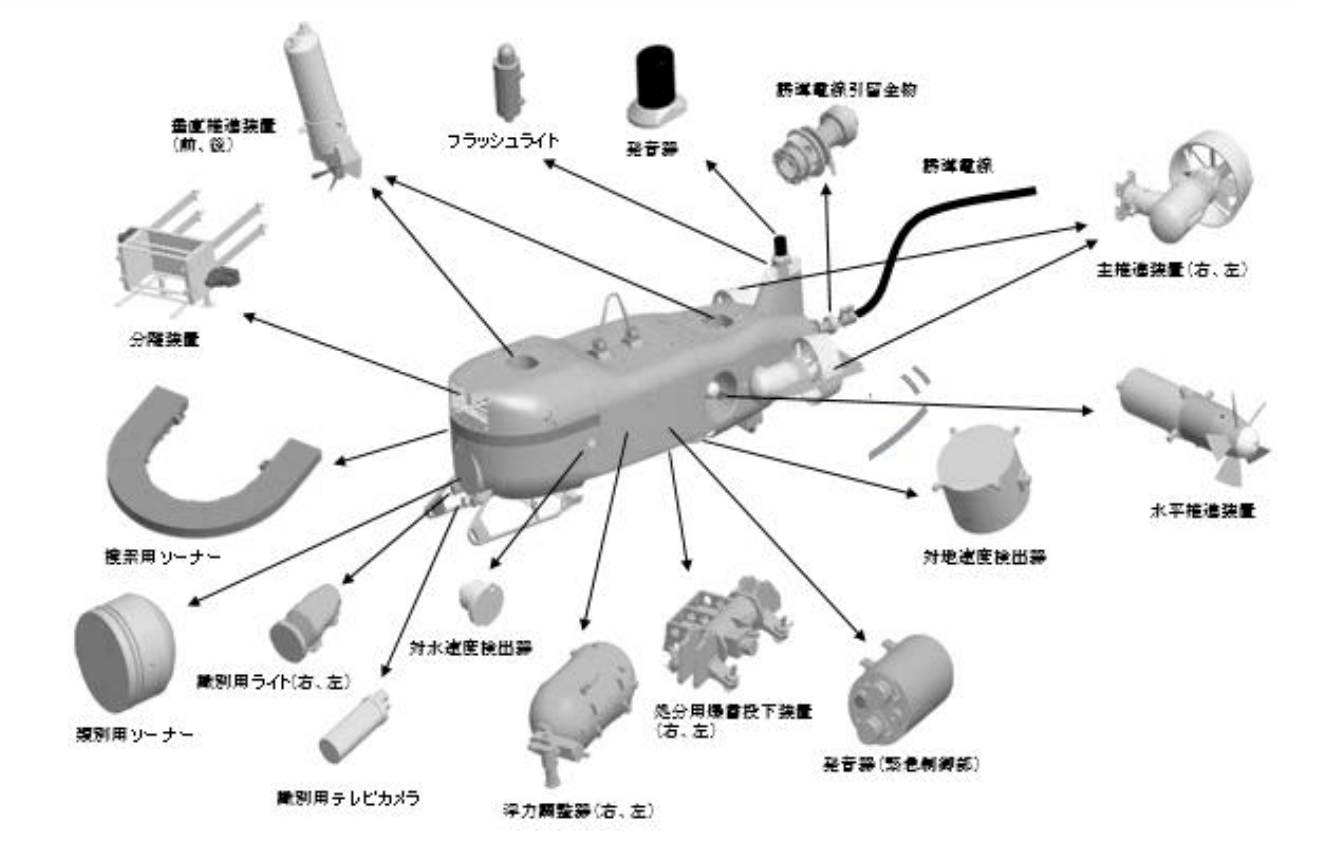
S-10・1型水中航走体の構成部品

水中航走体の推進装置としては、主推進装置と垂直推進装置を2組ずつ、および水平推進装置を備えている。センサとしては、S-7と同様の類別用ソナー、機雷識別用ビデオカメラに加えて、捜索用ソナーも搭載する。このソナーは、従来の掃海艇装備の機雷探知機に匹敵する性能を備えているとされている。機雷処分用には、従来通りの係維索切断器と沈底機雷処分用爆雷に加えて、新たに、浮上型処分用爆雷が開発されて搭載された。これは係維索切断器と同様に係維索にはめ込むと、係維索に沿って上昇して機雷を爆破処分するものである。
誘導電線は、動力用の送電線と信号伝達用の光ファイバーを一体化したもので、母艇の艇尾から繰り出されて、水中航走体の後部に結合される。管制装置等はOYQ-201掃海艇情報処理装置（MCDS）のサブシステムとして組み込まれ、母艇の戦闘指揮所（CIC）および艦橋に搭載される。

## 開発・配備
開発は、防衛省技術研究本部において平成10年（1998年）度より着手された。試験艦「くりはま」において、平成13年（2001年）度から14年（2002年）度にかけて技術試験を実施し、平成15年（2003年）7月に実用試験を終了した。
搭載艦艇
- ひらしま型掃海艇（16MSC）
- えのしま型掃海艇（20MSC）